# Plagiomnium novae-zealandiae
Plagiomnium novae-zealandiae là một loài Rêu trong họ Mniaceae. Loài này được (Colenso) T.J. Kop. mô tả khoa học đầu tiên năm 1977.